# M'Tsangamouji
M'Tsangamouji (prononcé [mtsɑ̃ɡamuʒi] ; parfois Mtsangamouji ou M'tsangamouji) est une commune française située dans le département et région d'outre-mer de Mayotte.

## Géographie
Le climat y est de type tropical.  

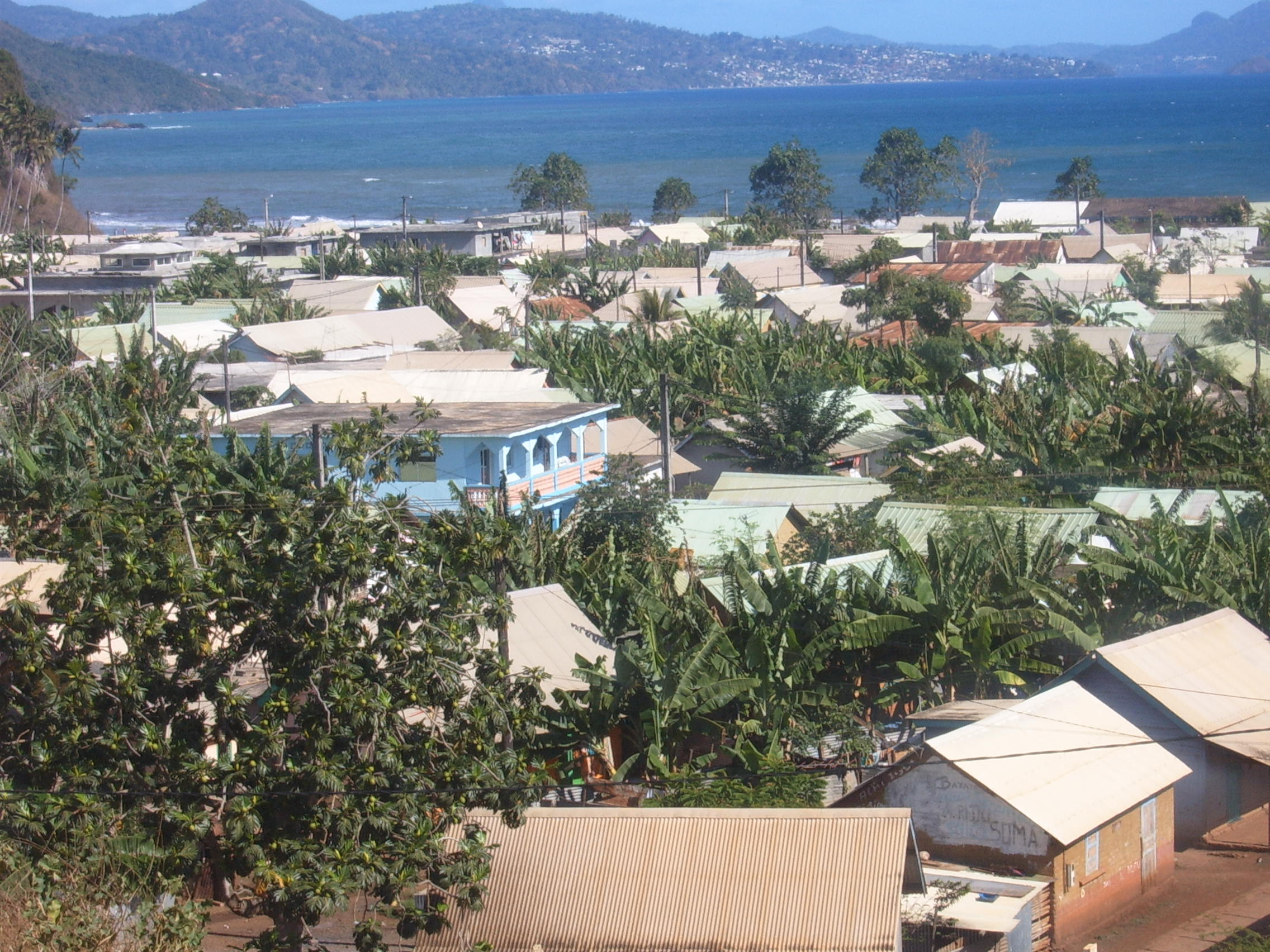
Vue de M'tsangamouji.

M'Tsangamouji est un chef-lieu d'une commune et trois autres villages y sont attachés : Tchanga, Chembényoumba et M'liha.  
Les quartiers de M'Tsangamouji de la plage vers la colline : Koudjouni ; Ambani ; Mazda ; Ambandza ; Antéti ; Anframpé Bé ; Kavani Antanibazaha; Angnalavato ; Anvatou Pèfaka ; Ngnambou ; Brazzaville ; Andimaka ; Cent Villa ; Ankimaka ; Lavigie 1 et 2 ; Fangalatorou et Tanambao ou Antanambao.
Les plages : Ambato Plage (bar-restaurant) et Hatsali Plage pour la tranquillité.
Autres provinces de la commune (Compagne) : Anguitrou ; Antsiraka ; Soulou (Batrine) ; Cascade; Chirini ; Ahéry ; Vouma ; Ampourègna ; Mapouèra ; Antougouw'angoka ; Ankètra Bé ; Massimoni ; Bougou'n Mouhé ; Antsaha Laligni ; Marachi ; Bandrandzia ; Bèjà ; Hawala ; M'rognombé ; Gaganni ; Andréna Bé ; Maboungani ; Ambafaou...

### Chembényoumba
Chembényoumba est un village rattaché à la commune de M'Tsangamouji. Le village se trouve sur les hauteurs du grand cimetière de M'Tsangamouji. 
Avec sa croissance rapide en termes de construction d'habitat, Chembényoumba a vite repris de l'altitude. La meilleure vue vers la mer et le sud de l'île est de sa bibliothèque municipale. 
Limité au petit banga vers Tanambao au nord, la mer au sud, le grand cimetière à l'est et le terrain de football à l'ouest, il était difficile pour les habitants de Chembényoumba de faire progresser la construction de l'habitation vers son Nord-Est. Cela a pu être le cas grâce aux tirs de mines pour dégager le secteur au cours des années 1980.

### M'liha
M'Liha est un village rattaché à la commune de M'Tsangamouji. 
Le village se situe pratiquement au niveau de la mer, ce qui permet facilement d'assister à la ponte des grandes tortues marines. Cette localité a assisté au passage de nombreux artistes de l'île ou de la région grâce à un gite rural construit depuis la fin des années 1990.

## Urbanisme

### Typologie
M'Tsangamouji est une commune urbaine, car elle fait partie des communes denses ou de densité intermédiaire, au sens de la grille communale de densité de l'Insee,,,. Elle appartient à l'unité urbaine de M'Tsangamouji, une agglomération intra-départementale regroupant 1 commune et 6 432 habitants en 2017, dont elle est une ville isolée,.
Par ailleurs la commune fait partie de l'aire d'attraction de Mamoudzou, dont elle est une commune de la couronne. Cette aire, qui regroupe 17 communes, est catégorisée dans les aires de 200 000 à moins de 700 000 habitants,.
La commune est également une commune littorale au sens de la loi du 3 janvier 1986, dite loi littoral. Des dispositions spécifiques d’urbanisme s’y appliquent dès lors afin de préserver les espaces naturels, les sites, les paysages et l’équilibre écologique du littoral, par exemple le principe d'inconstructibilité, en dehors des espaces urbanisés, sur la bande littorale des 100 mètres, ou plus si le plan local d’urbanisme le prévoit,.

## Toponymie
M'Tsangamouji est appelée ainsi car à l'époque on venait dans ce village pour y laisser les chèvres mtsanga ya bounzi, ce qui signifie le sable des chèvres, ce qui donna M'Tsangamouji.

## Histoire
M'Tsangamouji est appelée par ses habitants Tchanga, il fait partie des villages dont la langue maternelle est le shibushi ainsi que le village de M'liha dans sa commune.
Les anciens villages dans la région de M'Tsangamouji en partant de l'est, sont :
- Chirini : des traces d'ustensiles utilisés existent encore. Les habitants seraient d'expression africaine.
- Soulou : des murs existent encore. Certains ont été démolis pour la récupération des moellons, il s'agit d'un village de colons. Un vestige d'usine demeure encore (port, cheminée, ferraille...).
- Vouma : les murs ont été démolis. Des témoins vivants voire des anciens habitants parlent de cet ancien village de colons et « d'indigènes ». C'est devenu aujourd'hui, une des zones d'extension actuelle et future de M'Tsangamouji.
- Antanibazaha ou Antani vazaha : c'est aujourd'hui un des quartiers de Cavani - M'Tsangamouji. Un certain colon, nommé Hugor, y habitait avant 1875. C'est lui qui aurait vendu les terrains environnants (68 ha) qu'il occupait, aux 22 ou 23 Malgaches, qui habitaient alors à Chembenyoumba, plutôt vers Tanarèki.
- Après 1875, les Malgaches ont quitté Tanarèki, pour aller fonder le village de M'Tsangamouji. Ils ont été rejoints par d'autres d'expression malgache, mais aussi shimaoré et autres.

M'Tsangamouji a été pendant longtemps le village le plus peuplé du nord de Mayotte. Il vient d'être dépassé par Combani, et avant Combani, par Koungou, Majicavo.
Enfin il faut citer tout autant comme anciens et comme actuels villages : M'liha Chanfi, M'liha Mbaraka, M'liha Digo et M'Tsoubatsou.
À part M'liha Digo qui est habité en permanence, les autres sont tantôt habités, tantôt abandonnés, au gré de saisons de gratte ou de pêche.
La plupart de ces villages anciens et surtout actuels, en particulier les derniers cités, sont bâtis sur des propriétés titrées ou non titrées, individuelles ou collectives.
Les habitants vivaient et vivent encore d'agriculture et de pêche.
Lors du grand développement de l'industrie sucrière de la période 1846-1900, la plaine de Soulou faisait partie des sites les plus mythiques avant sa délocalisation vers La Réunion et les Antilles. Le minaret au carrefour de Soulou bien debout vers le ciel témoigne encore de cette époque de puissance industrielle. Le domaine de Soulou (400 ha) est créé en 1856. Le cyclone de 1898 détruit en partie l'exploitation et l'usine. Le site de Soulou comporte une chaudière à vapeur, un moteur à vapeur, un moulin à canne (démantelé), des hydroextracteurs, l'emplacement de la batterie de Gimart et une cheminée avec un grand carneau (souterrain). De l'autre côté de la route se trouvent la maison de maître et l'emplacement du village ouvrier. En bordure de mer subsistent l'entrepôt et le quai de chargement en basalte. L'ancienne sucrerie de Soulou est inscrite au titre des monuments historiques depuis le 11 mai 2016. En 2018, le site est choisi par Stéphane Bern, dans le cadre de l'organisation du Loto du patrimoine, et fait partie de la première liste de 18 monuments.
Lavigie est l'un des quartiers de M'tsangamouji qui se situe au nord-ouest de la commune il est composé de deux quartiers, Lavigie 1 et Lavigie 2. Lavigie possède la seule rivière de M'tsangamouji qui tire sa ressource en eau de la nappe phréatique, ainsi il possède une station d'épuration SMAE (plus connu de son ancien nom SOGEA) qui alimente toute la commune en eau. Aménagé récemment, il possède une mosquée qui se trouve à Lavigie 2, construite à la fin du XXe siècle. En 2005 les jeunes de Lavigie commencent à pratiquer le Dahira qui fait partie des danses religieuses de Mayotte, puis les jeunes d'Antanivazaha intègrent le groupe jusqu'en 2012 : à cette date la plupart des jeunes quittent le Dahira pour faire le Moulidi jusqu'en 2015. De nos jours les jeunes de Lavigie se rassemblent sur la route de maman Godéra où ils le nomment JP (ce qui veut dire Jeune Pape).

## Politique et administration

### Liste des maires
| Période                                  | Période                       | Identité               | Étiquette    | Qualité                                                                              |
| ---------------------------------------- | ----------------------------- | ---------------------- | ------------ | ------------------------------------------------------------------------------------ |
| Les données manquantes sont à compléter. |                               |                        |              |                                                                                      |
| 1977                                     | 1983                          | Anli Ibrahim           |              |                                                                                      |
| 1983                                     | 1989                          | Saïd Bacar             |              |                                                                                      |
| 1989                                     | mars 2001                     | Omar Ibrahim           | MPM          |                                                                                      |
| mars 2001                                | août 2009                     | Ahamada Ousséni        | UMP          | Professeur des écoles                                                                |
| août 2009                                | mars 2014                     | Issouf Madi Moula      | Alliance/DVG | Élu à la suite d'une élection municipale partielle                                   |
| mars 2014                                | En cours (au 20 juillet 2020) | Said Maanrifa Ibrahima | UMP-LR       | Chef d'entreprise Président de la CC du Centre-Ouest (2020 → ) Réélu en 2015 et 2020 |

## Démographie
L'évolution du nombre d'habitants est connue à travers les recensements de la population effectués dans la commune depuis 1978. À partir de 2006, les populations légales des communes sont publiées annuellement par l'Insee, mais la loi relative à la démocratie de proximité du 27 février 2002 a, dans ses articles consacrés au recensement de la population, instauré des recensements de la population tous les cinq ans en Nouvelle-Calédonie, en Polynésie française, à Mayotte et dans les îles Wallis-et-Futuna, ce qui n’était pas le cas auparavant. Pour la commune, le premier recensement exhaustif entrant dans le cadre du nouveau dispositif a été réalisé en 2002, les précédents recensements ont eu lieu en 1978, 1985, 1991 et 1997.
En 2017, la commune comptait 6 432 habitants, en augmentation de 1,87 % par rapport à 2012
| 1978  | 1985  | 1991  | 1997  | 2002  | 2007  | 2012  | 2017  |
| ----- | ----- | ----- | ----- | ----- | ----- | ----- | ----- |
| 2 349 | 3 249 | 4 112 | 5 092 | 5 382 | 5 028 | 6 314 | 6 432 |

## Économie
L’économie de la commune de M’Tsangamouji était concentrée en grande partie sur la plaine de Soulou. 
M'Tsangamouji présente une végétation tropicale luxuriante : 
- De 1846 à 1900, l’industrie sucrière dominait le plateau de Soulou.
- Au milieu du XXe siècle, Le Four installé en bordure de la rivière qui se jette sur la baie de Soulou, permettait la préparation de coprah (la fabrication d'huile utilisée d'une part dans l'alimentation, pour la confection de margarine, et d'autre part dans la fabrication de savon et de cosmétiques.
- Un alambic situé à 1 km plus loin au bord de la rivière Vouma permettait d’extraire l’huile essentielle d’ylang-ylang.
- Le taro (majimbi) dont la commune était le leader à Mayotte était cultivé jusqu'à son effondrement vers 2002.
- L'ébénisterie, la pêche et la culture des épices.

## Culture locale et patrimoine

### Lieux et monuments

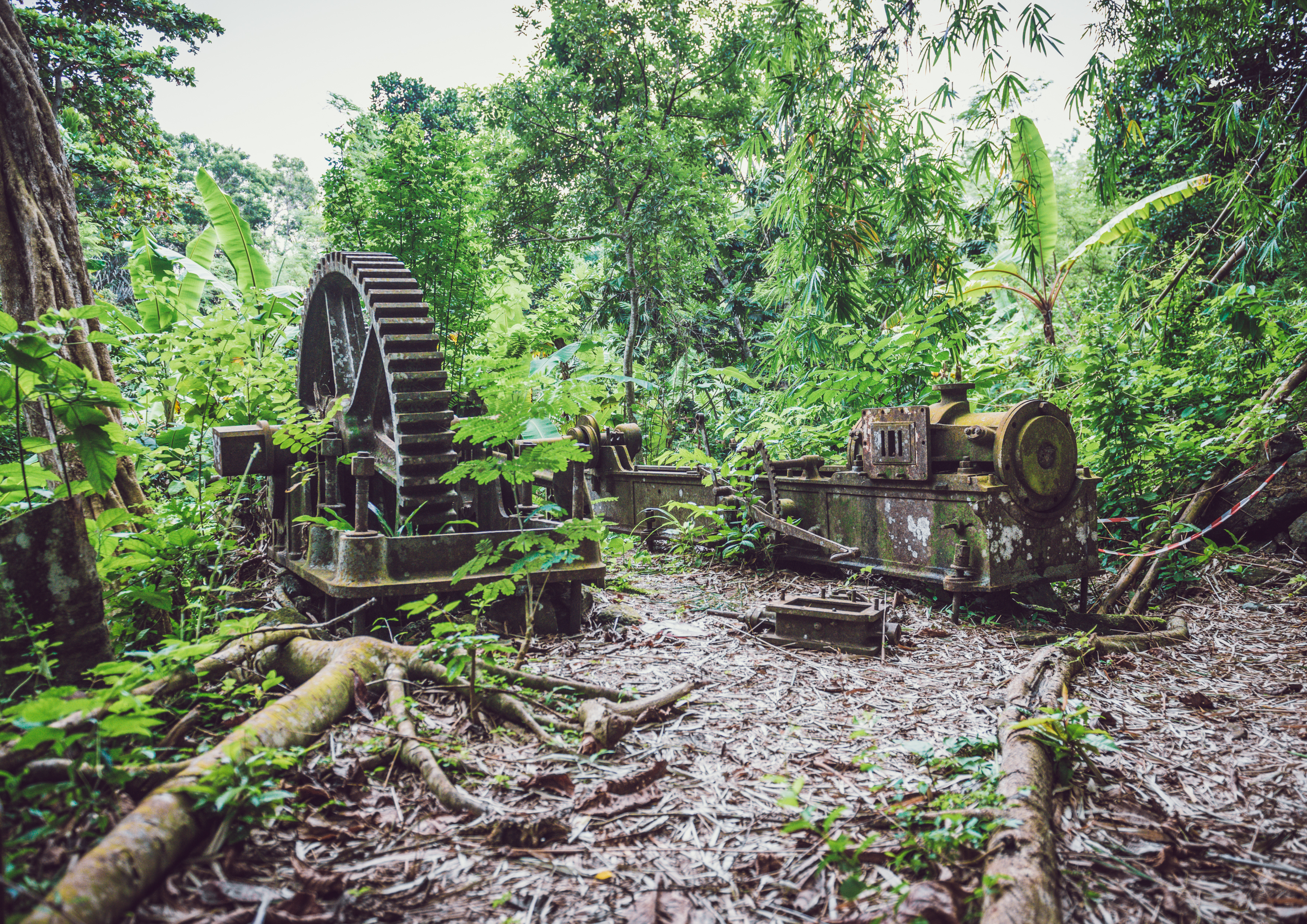
Vestiges de l'usine sucrière de Soulou

- La plaine de Soulou abrite le grand minaret (carrefour Soulou ou carrefour Milou) qui est aussi la cheminée de l'industrie sucrière.
- L'ancienne usine sucrière de Soulou, inscrite aux Monuments historiques.

- Le grand four situé à 400 m plus loin que le minaret assurait la production du coprah en permanence, à partir du coco séché.

- Grande Mosquée de M'Tsangamouji[18] et les cimetières[19].